# كاثي وارويك
كاثي وارويك (بالإنجليزية: Cathy Warwick)‏ هي لاعبة شطرنج بريطانية، ولدت في 6 فبراير 1968.

## وصلات خارجية
- كاثي وارويك على موقع الاتحاد الدولي للشطرنج (الإنجليزية)
- كاثي وارويك على موقع مباريات الشطرنج (الإنجليزية)
- كاثي وارويك على موقع 365Chess.com (الإنجليزية)
- كاثي وارويك على موقع Chesstempo.com (الإنجليزية)